# Trudy Marshall
Pour les articles homonymes, voir Marshall.
Trudy Marshall, née Gertrude Madeline Marshall le 14 février 1920 dans le quartier de Brooklyn dans la ville de New York dans l'état de New York et morte le 23 mai 2004 dans le quartier de Century City à Los Angeles en Californie, est une actrice et mannequin américaine. Elle est la mère de l'actrice Deborah Raffin. 

## Biographie
Elle naît dans le quartier de Brooklyn à New York en 1920. Au début des années 1940, elle travaille comme mannequin pour l'agence d'Harry Conover et pose notamment comme modèle pour des publicités pour les marques de cigarettes Old Gold, Chesterfield et Lucky Strike.
Signée par la société de production 20th Century Fox en 1942, elle débute au cinéma la même année et obtient plusieurs rôles de figuration. En 1943, elle tient son premier rôle important en partageant l'affiche de la comédie Maîtres de ballet (The Dancing Masters) de Malcolm St. Clair avec le duo comique Laurel et Hardy.
En 1944, elle joue le rôle de la sœur de la famille Sullivan dans le film de guerre J'avais cinq fils (The Sullivans) de Lloyd Bacon qui s'inspire fortement de l'histoire des cinq frères Sullivan qui périrent au combat lorsque le croiseur léger USS Juneau (CL-52) sur lequel ils servaient tous les cinq fut coulé le 13 novembre 1942 lors de la bataille navale de Guadalcanal par des sous-marins japonais. Elle tourne également aux côtés d'Anthony Quinn et de Sheila Ryan dans le film d'espionnage Ladies of Washington de Louis King et tient un petit rôle dans le film noir Roger Touhy, Gangster de Robert Florey consacré à l'histoire du criminel Roger Touhy. Elle se marie la même année avec Phil Raffin, un homme d'affaires. Ensemble, ils auront plusieurs enfants, dont l'actrice Deborah Raffin. 
En 1945, elle devait jouer avec Fred MacMurray et June Haver dans la comédie fantastique Drôle d'histoire (Where Do We Go from Here?) de Gregory Ratoff mais Darryl F. Zanuck lui préfère l'actrice Joan Leslie. Elle joue à la place un court rôle dans le film de guerre Prisonniers de Satan (The Purple Heart) de Lewis Milestone. Elle apparaît ensuite dans deux productions notables de l'époque pour le studio Fox : la biographie musicale Les Dolly Sisters d'Irving Cummings, consacré aux deux sœurs du même nom, et le drame Voyage sentimental (Sentimental Journey) de Walter Lang issu d'une nouvelle de la romancière Nelia Gardener White.
L'année suivante, elle prend notamment part à des films policiers, comme Alias Mr. Twilight de John Sturges ou Boston Blackie and the Law de D. Ross Lederman qui est consacré aux aventures du détective privé Boston Blackie et dans lequel elle a pour partenaires Chester Morris, Richard Lane et Constance Dowling (en). 
En 1947, elle incarne le personnage de Phillys Hamilton, la secrétaire du détective privé Mike Shayne joué par Hugh Beaumont dans le film policier Too Many Winners de William Beaudine, cinquième et dernier film d'une série produite par la compagnie PRC. Elle tourne notamment ensuite aux côtés de Red Skelton et Janet Blair dans la comédie Bien faire... et la séduire (The Fuller Brush Man) de S. Sylvan Simon. 
En 1950, elle côtoie Johnny Weissmuller sur le tournage de l'un nombreux films d'actions consacrés au personnage de Jungle Jim : Jim la Jungle dans l'antre des gorilles (Mark of the Gorilla) de William Berke. L'année suivante, elle obtient un court rôle dans la comédie musicale La Femme de mes rêves (I'll See You in My Dreams) de Michael Curtiz où elle tombe amoureuse de Frank Lovejoy. Après avoir jouée la petite sœur de Susan Hayward dans le film biographique Le Général invincible (The President's Lady ) d'Henry Levin, elle se retire pour élever sa famille.
Elle revient de manière épisodique au cinéma et à la télévision au cours des années suivantes, jouant notamment dans l'adaptation par Richard Quine d'un roman de John Fante, Pleine de vie (Full of Life), en 1956. En 1975, elle apparaît pour la dernière fois au cinéma dans un rôle de figuration dans le drame romantique Une fois ne suffit pas (Jacqueline Susann's Once Is Not Enough) de Guy Green dans lequel joue également sa fille Deborah Raffin.
En 1982, son mari Phil Raffin décède. Elle meurt en 2004 dans le quartier de Century City à Los Angeles à l'âge de 84 ans, et repose dans le Hillside Memorial Park situé dans la même ville.

## Filmographie

### Au cinéma
- 1942 : Shanghaï, nid d'espions (Secret Agent of Japan) d'Irving Pichel
- 1942 : Swing au cœur (Footlight Parade) de Gregory Ratoff
- 1942 : Correspondant de guerre d'Eugene Forde
- 1942 : Ce que femme veut (Orchestra Wives) d'Archie Mayo
- 1942 : Girl Trouble d'Harold D. Schuster
- 1942 : Pilotes de chasse (Thunder Birds) de William A. Wellman
- 1942 : Ivresse de printemps (Springtime in the Rockies) de Irving Cummings
- 1943 : Requins d'acier (Crash Dive) d'Archie Mayo
- 1943 : L'Île aux plaisirs (Coney Island) de Walter Lang
- 1943 : Le ciel peut attendre (Heaven Can Wait) d'Ernst Lubitsch
- 1943 : Maîtres de ballet (The Dancing Masters) de Malcolm St. Clair
- 1944 : J'avais cinq fils (The Sullivans) de Lloyd Bacon
- 1944 : Prisonniers de Satan (The Purple Heart) de Lewis Milestone
- 1944 : Ladies of Washington de Louis King
- 1944 : Roger Touhy, Gangster de Robert Florey
- 1945 : Circumstantial Evidence de John Larkin
- 1945 : Les Dolly Sisters (The Dolly Sisters) d'Irving Cummings
- 1946 : Voyage sentimental (Sentimental Journey) de Walter Lang
- 1946 : Talk About a Lady de George Sherman
- 1946 : Le Château du dragon (Dragonwick) de Joseph L. Mankiewicz
- 1946 : Boston Blackie and the Law (en) de D. Ross Lederman
- 1946 : Alias Mr. Twilight de John Sturges
- 1947 : Too Many Winners de William Beaudine
- 1947 : Joe Palooka in the Knockout de Reginald Le Borg
- 1947 : Key Witness de D. Ross Lederman
- 1947 : Beyond you Own de Sammy Lee
- 1948 : Bien faire... et la séduire (The Fuller Brush Man) de S. Sylvan Simon
- 1948 : Disaster de William H. Pine
- 1948 : Shamrock Hill d'Arthur Dreifuss
- 1949 : Barbary Pirate de Lew Landers
- 1950 : Jim la Jungle dans l'antre des gorilles (Mark of the Gorilla) de William Berke
- 1951 : La Femme de mes rêves (I'll See You in My Dreams) de Michael Curtiz
- 1953 : Le Général invincible (The President's Lady ) d'Henry Levin
- 1956 : Pleine de vie (Full of Life) de Richard Quine
- 1962 : Married Too Young de George Moskov
- 1975 : Une fois ne suffit pas (Jacqueline Susann's Once Is Not Enough) de Guy Green

### A la télévision

#### Séries télévisées
- 1950 : Fireside Theatre, deux épisodes
- 1952 : Craig Kennedy, Criminologist, trois épisodes
- 1956 : Chevron Hall of Stars, un épisode
- 1957 : Code 3, un épisode
- 1958 : Target, un épisode
- 1960 : Lock Up, un épisode
- 1961 : The Donna Reed Show, deux épisodes
- 1976 : Starsky et Hutch, un épisode

#### Téléfilm
- 1979 : Willa de Joan Darling et Claudio Guzmán